# Olimpijske igre
Olimpijske igre (skraćeno OI), međunarodno su višesportsko natjecanje koje se održava svake četiri godine u dvjema skupinama sportova - ljetnima (Ljetne olimpijske igre) i zimskima (Zimske olimpijske igre).
Isprva održavane samo u staroj Grčkoj, Olimpijske su igre oživljene krajem 19. stoljeća djelovanjem francuskog humanista baruna Pierre de Coubertina. Na njegov je prijedlog u Parizu 23. lipnja 1894. osnovan Međunarodni olimpijski odbor (MOO), franc. CIO, engl. IOC, a prvim predsjednikom tog najvišeg olimpijskog i, uopće sportskog tijela, postao je Grk Demetrios Vikelas. Ispravno zvane: “Igre I. Olimpijade”, tj. prve Olimpijske igre modernog doba (nisu imale prefiks “ljetne” jer tada još nije bilo spomena o održavanju posebnih, Zimskih olimpijskih igara), održane su 1896. godine u Ateni i otada se održavaju svake četiri godine osim u vrijeme Prvog i Drugog svjetskog rata. Budući da se ubrzo ukazala potreba za jednako kvalitetnim natjecanjima u zimskim sportovima uskoro su održane i prve Zimske olimpijske igre u Chamonixu, Francuska, 1924. godine.
Zimske su se Olimpijske igre održavale također kao i ljetne, svake četiri godine, iste godine, zaključno do 1992. godine i Igara u Albertvilleu u Francuskoj, kada je, zbog glomaznosti olimpijskog programa, ali i zbog zahtjeva moćnih TV kuća odlučeno da se razdvoje termini održavanja Ljetnih i Zimskih igara, pa su prve iduće Zimske olimpijske igre održane 1994. godine u Lillehammeru u Norveškoj.
Olimpijske igre su natjecanja između sportaša u pojedinačnim i ekipnim disciplinama. U ekipnim disciplinama svaka država, sudionica Igara, smije poslati samo jednu ekipu. Olimpijske igre okupljaju sportaše koje su imenovali njihovi nacionalni olimpijski odbori, a čije je prijave prihvatio Međunarodni olimpijski odbor.

## Povijest

### Antičke olimpijske igre
Svegrčke sportske igre održavale su se u staroj Grčkoj u svetištu Olimpiji na Peloponezu u čast boga Zeusa, a bile su važan sportski, društveni i kulturni događaj kroz gotovo 12 stoljeća, kao i  prilika za održavanje sajmova, političke dogovore i trgovinu; kako su Grci bili izraziti politeisti postojalo je barem sedamdeset žrtvenih oltara drugih bogova. Za početak antičkih igara uzima se 776. godina pr. n. e. kada su se počeli bilježiti pobjednici. Iako im je prva namjena bila sakralna i vjerojatno povezana s kultom mrtvih, s vremenom su natjecanja postala glavnim dijelom svečanosti koje su se odigravale svake četiri godine. Naizmjence s Olimpijskima održavale su se svegrčke Pitijske, Istmijske i Nemejske igre.
U prvih trinaest antičkih igara natjecalo se samo u utrci na jedan stadij (192 m), a potom su dodavani utrka na dvostruku udaljenost, utrka na duge staze i na osamnaestim igrama petoboj (péntatlon) sastavljen od utrke na jedan stadij, skoka udalj, bacanja diska, bacanja koplja i hrvanja. Slijedili su šakanje, utrka četveroprega, konjičke utrke i pankration – mješavina šakanja i hrvanja. Od jednodnevnog događaja igre su postale petodnevno natjecanje  koje je počinjalo svečanošću žrtvovanja, otvaranjem i natjecanjem trubača, za kojim je slijedilo natjecanje mladića do osamnaest godina, pa dan atletike i borilačkih sportova, dan konjičkih natjecanja, petoboja i trke hoplita, a sve je završavalo ovjenčavanjem pobjednika, žrtvovanjem i slavljem.
Glasnici koji su pozivali na igre i javljali datume natjecanja oglašavali su i božji mir (ekeheriju) kako bi natjecatelji, slobodni muški građani grčkoga porijekla (najčešće vojnici), mogli sigurno doći u Olimpiju, neometani čestim ratovima i sporovima među grčkim gradovima državama. Natjecatelji su se borili goli, u hrvanju i pankrationu premazani uljem, a u borilačkim sportovima borilo se do predaje, što bi ponekad značilo i do smrti. Na vrhuncu populatnosti u drugom stoljeću nove ere postojao je stadion koji je mogao primiti 40 000 gledatelja; u četverogodišnjem razdoblju između igara, olimpijadi, u tom ruralnom području na stadionu su uzgajali pšenicu.
S vremenom su se natjecanje i natjecatelji mijenjali: gledatelji su htjeli pratiti napete borbe pa su dominirali hrvanje, šakanje i pankration, a natjecatelji su bili profesionalci organizirani u klubove.
Rimski carevi počeli su slati svoje natjecatelje i konjske zaprege od prve polovice drugoga stoljeća pr. n. e. Kroz stoljeća taj se odnos promijenio pa je car Teodozije I. 393. godine odlučio ih zabraniti kao poganske.

### Oživljavanje Olimpijskih igara
Već u XVII. stoljeću u Engleskoj su se počele održavati sportske svečanosti nalik drevnim starogrčkim Igrama. Tijekom sljedećih stoljeća slična sportska događanja organizirana su i u Francuskoj i Grčkoj, ali to su bila mala natjecanja, bez ikakvog međunarodnog značenja. Zanimanje za oživljavanje Olimpijskih igara raslo je kako su iskapanjima njemačkih arheologa, sredinom XIX stoljeća otkrivani ostaci starogrčke Olimpije.
U isto vrijeme, barun Pierre de Coubertin istraživao je razloge francuskog poraza u Francusko – Pruskom ratu (1870. – 1871.). On je zaključio da je razlog i u tome što francuski vojnici nisu imali potrebnu fizičku pripremljenost stoga je nastojao to poboljšati. Tako je, navodno, dobio ideju o oživljavanju Olimpijskih igara. Na kongresu na Pariškom sveučilištu Sorbonni, održanom od 16. lipnja do 23. lipnja 1894. godine on je iznio svoju ideju pred međunarodnim auditorijem, koji je odobrio njegovu ideju. Posljednjeg dana kongresa odlučeno je da se prve Olimpijske igre modernog doba, tj. Igre prve Olimpijade, održe 1896. godine u Ateni, u njihovoj domovini Grčkoj. Zarad organizacije Igara utemeljen je Međunarodni olimpijski odbor (MOO), a Demetrios Vikelas je, kao pripadnik grčkog naroda, dobio čast da mu postane prvim predsjednikom.
Igre I. Olimpijade modernog doba bile su uspješne. Održane su od 5. travnja do 14. travnja 1896. Iako je sudjelovalo samo 285 sportaša (samo muškarci) iz 13 država, koji su se natjecali u 9 sportova i 43 sportske discipline, bilo je to najveće međunarodno sportsko natjecanje ikada održano (na starovjekovnim Olimpijskim igrama natjecali su se samo Grci). Grčki čelnici i grčka javnost bili su ushićeni te su očekivali da će imati monopol na Igre, tj. očekivali su da će se Olimpijske igre, kao nekoć, održavati samo u Grčkoj, ali MOO je odlučio drukčije, pa su Igre II. Olimpijade održane 1900. u Parizu, u Francuskoj, a te su Igre već bile i puno veće: 24 zemlje sudionice, 1225 sportaša, među njima 19 žena. 
Inače, čuveno olimpijsko geslo citius, altius, fortius (brže, više, jače), koje je ustvari postalo moto Olimpijskih igara nije ostalo iz starog vijeka, nego je to u svom govoru, prilikom osnivanja školskog sportskog društva u školi u kojoj je bio ravnatelj, izrekao prijatelj baruna de Coubertina, dominikanac, otac Henry Martin Didon. Također, geslo važno je sudjelovati, ne pobijediti, koje se pogrešno pripisuje barunu de Coubertinu, izrekao je biskup Ethelbert Talbot u  svojoj propovjedi na misi za sudionike Olimpijskih igara u Londonu 1908.

## Suvremene Olimpijske igre
Nakon početnoga uspjeha Olimpijske igre su imale poteškoća. Igre održane u Parizu, 1900. godine i St. Louisu 1904. godine bile su u sjeni, bolje reći bile su privjesak svjetskim izložbama koje su u tim gradovima tada održavane. A i samo trajanje tih Olimpijskih igara govori dosta: one u Parizu trajale su pet i pol mjeseci, a one u St. Louisu uvjetno rečeno ”manje” – nešto preko četiri mjeseca i dvadeset dana. Četvrte Igre, održane u Londonu, trajale od  27. travnja do 31. listopada 1908., dakle preko šest mjeseci. Trajanje Igara tako je vrludalo, neke su trajale manje, neke više –  da bi se s Igrama u Los Angelesu 1932. godine, pa 1936. u Berlinu, ustalilo vrijeme trajanja Igara na današnjih 15 dana.
U spomen na prve Igre iz 1896. održane su, također u Ateni, 1906. godine, na njihovu desetu godišnjicu, Olimpijske međuigre (eng. Intercalated games). Iako je i te Igre priredio MOO, isti ih ne vodi pod ostale “redovne” Olimpijske igre, nego više kao neku jubilarnu proslavu. Ima, međutim, mnogih suvremenih povjesničara olimpizma koji su za to da i te Igre budu smatrane službenim Olimpijskim igrama. Svejedno, iako nepriznate kao službene, i te su Igre pridonijele popularizaciji i širenju olimpijskoga pokreta.

## Zimske Olimpijske igre
Kad je utemeljen MOO, jedan je od predviđenih sportova bilo i klizanje na ledu, a prvo natjecanje takvog tipa, održano na Igrama 1908. u Londonu, bile su četiri discipline umjetničkog klizanja. Predloženo je osnivanje posebnih zimskih Igara, ali je ta ideja minirana glasovima Skandinavaca koji su protežirali svoje “Nordijske igre”. Ipak neke discipline zimskih sportova bile su uvrštene u program Igara 1916. godine u Berlinu (koje nisu održane) i onih 1920. u Antwerpenu.  A onda je, 1924. godine u Chamonixu u Francuskoj pod pokroviteljstvom MOO-a a u sklopu VIII. Olimpijskih igara 1924. u Parizu, prvo organiziran “Međunarodni tjedan zimskih sportova” koji je postigao uspjeh, pa je iduće, 1925. godine MOO odlučio ustanoviti posebne Zimske olimpijske igre koje će se održavati neovisno o Ljetnim Olimpijskim igrama. Na zasjedanju MOO-a, 1926. godine, odlučeno je da se ta sportska priredba, održana 1924. godine, računa kao prve Zimske Olimpijske igre.
Do 1992. i ljetne i zimske olimpijske igre održavane su u istoj godini, a onda je, iz navedenih razloga, MOO odlučio “razdvojiti” ih. Zbog toga su sljedeće Zimske Olimpijske igre, 1994, održane samo dvije godine poslije prethodnih Igara.

### Razvoj
Od 245 sudionika (samo muških) iz 15 država, 1896. u Ateni, Igre su narasle na gotovo 10800 natjecatelja (točnije:10768), i to 5992 sportaša i 4776 sportašica iz 204 države, 2012. godine u Londonu. Broj sportaša na Zimskim igrama ipak je manji od njihovih “ljetnih kolega”: 2873 sportaša i sportašica je u 15 sportova (90 disciplina) sudjelovalo na Igrama u Sočiju, 2014. godine.
S preko 16000 TV i novinskih izvjestitelja (nazočnih u Sydneyu, 2000. godine) Olimpijske su igre najveći medijski događaj na svijetu. Procjenjuje se da je Igre u Sydneyu na televiziji gledalo oko 3,8 milijardi ljudi.

### Politički utjecaj
Nasuprot onoga čemu se Coubertin nadao, Olimpijski pokret nije ostao pošteđen posljedica političkih zbivanja oko sebe. Ideja Olimpizma ustuknula je tijekom Prvog i Drugog svjetskog rata, također i kasnije.
Olimpijske igre u Berlinu 1936. godine su Adolfu Hitleru poslužile za širenje propagande svoje nacionalsocijalističke stranke i politike.
Kasnije, 70-ih i 80-ih godina XX. stoljeća, zbog rasnih, političkih, hladnoratovskih i inih podjela došlo je do četiri prijeteća bojkota Olimpijskih igara koji su ozbiljno zaprijetili ideji Olimpizma. Najprije su Olimpijske igre u Montrealu, 1976. bojkotirale mnoge afričke države jer nije udovoljeno njihovu zahtjevu da se s Igara udalji Novi Zeland čija je ragbi momčad nastupala u tada rasističkoj Južnoafričkoj Republici, iako ragbi (engl. rugby) nije tada bio, a nije ni danas, na rasporedu natjecanja na OI. Onda su Sjedinjene Američke Države s nekoliko drugih zapadnih zemalja, kao i još mnogo država s drugih kontinenata, američkih saveznica ili ekonomski bliskih sa SAD (kao Japan), te Kina, sveukupno 65 država, bojkotirale Olimpijske igre u Moskvi, 1980. godine zbog Sovjetske vojne intervencije u Afganistanu. Odgovor je, očekivano, uslijedio četiri godine poslije. Sovjetski Savez i zemlje Istočnog bloka, osim Rumunjske, ali zato uz “pomoć” socijalističke Kube, Etiopije i Sjeverne Koreje, ukupno 14 država, “uzvratile” su bojkotom Olimpijskih igara u Los Angelesu, 1984. godine. Posljednji, doduše “mini”, bojkot zadesio je Olimpijske igre u Seoulu, 1988. godine u Južnoj Koreji. Na ovim Igrama nisu se pojavile Sjeverna Koreja, Kuba, Etiopija i Nikaragva.
Međutim, najtragičniji i najgori udarac u olimpijskoj povijesti dogodio se za vrijeme Olimpijskih igara u Münchenu, 1972. godine. Palestinski teroristi iz organizacije zvane Crni rujan upali su 5. rujna, 11-og dana Igara, u olimpijsko selo, ubili dvojicu izraelskih sportaša, a devetoricu uzeli za taoce. U minhenskoj (vojnoj) zračnoj luci, poslije neuspjele akcije spašavanja talaca, ubijeno je svih devet, petorica terorista i jedan njemački policajac. Igre su nakon 34-satnog prekida nastavljene.

## Olimpijski pokret
Brojne su organizacije uključene u organizaciju Olimpijskih igara. One sve zajedno čine Olimpijski pokret. Pravila i načela po kojima djeluju regulirana su Olimpijskom poveljom.
Na čelu je Olimpijskog pokreta Međunarodni olimpijski odbor (MOO), čiji je sadašnji (od 2013.) predsjednik Nijemac Thomas Bach. MOO je, mogli bismo ga tako nazvati, “vlada” Olimpizma, on brine o tekućim pitanjima i donosi važne odluke kao što su izbor grada – domaćina Olimpijskih igara, program Igara i druge odluke.
Tri skupine organizacija djeluju i rješavaju pitanja iz svoje nadležnosti:
- Međunarodne sportske federacije. To su najviša tijela u svakom pojedinom sportu,  (npr. FINA u plivanju, FIBA u košarci, FIFA u nogometu, itd). Trenutno 35 međunarodnih sportskih federacija djeluje unutar Olimpijskog pokreta.
- Nacionalni Olimpijski odbori. Svaka zemlja članica ima svoj Olimpijski odbor, npr. Hrvatska ima Hrvatski olimpijski odbor (HOO), SAD imaju USOC (United States Olympic Committee), itd. Svaki Olimpijski odbor pojedine zemlje članice zastupa u svojoj domovini Olimpijski pokret, promiče njegova načela i pravila, pa se može reći da, ako je MOO “vlada” Olimpizma, onda su nacionalni Olimpijski odbori njegovi “veleposlanici” u svojim zemljama. Trenutno pod okriljem MOO djeluje 202 nacionalna Olimpijska odbora.
- Organizacijski odbor Olimpijskih igara. Formira ga nacionalni Olimpijski odbor one zemlje članice onda kada ta zemlja dobije čast organizirati Igre. Organizacijski se odbor raspušta po (uspješno) obavljenom zadatku tj. završetkom Olimpijskih igara (ne samim zatvaranjem Igara, nego sređivanjem cjelokupne bilance upravo održanih Igara). Međutim, njegov zadatak odmah nastavlja Organizacijski odbor one države koja organizira iduće Olimpijske igre.

### Kritike
Donedavno je MOO bio često kritiziran da je zatvorena organizacija s nekoliko članova “zacementiranih” u članstvu do kasne životne dobi, pa i doživotno. Posebno je donedavni predsjednik MOO-a Španjolac Juan Antonio Samaranch bio često kritiziran. Pod njegovim vodstvom Olimpijski je pokret veoma napredovao, ali mu se predbacivalo da se ponaša autokratski, a razmahala se, unutar MOO-a, i boljka suvremenog društva – korupcija. Sam Samaranch je bio obilježen hipotekom suradnje s bivšom Frankovom fašističkom vladom u Španjolskoj, a i njegovo dugo predsjedanje MOO-om (21 godinu, tj. do svoje 81. godine) također je bilo predmet kritike.
Da bi se izbjegli budući skandali, predviđaju se i neke reforme s ciljem da se – primjerice pri izboru grada-domaćina Igara – izbjegne bilo kakvu moguću korupciju.

## Olimpijska znamenja
Olimpijski pokret koristi mnoga znamenja i simbole, od kojih mnoga prezentiraju ideje ideale koje je Coubertin imao u svojim vizijama. Svakako najpoznatiji simbol su Olimpijski krugovi. Ovih pet međusobno povezanih krugova predstavlja jedinstvo pet (naseljenih) kontinenata (Afrika, cijela Amerika, Australija, Azija i Europa), a boje tih krugova (s lijeva na desno: plava, žuta, crna, zelena i crvena) izabrane su zato što svaka država svijeta ima na svojoj nacionalnoj zastavi bar jednu od tih boja. Olimpijski se krugovi nalaze i na Olimpijskoj zastavi koja se podiže, vijori i spušta prilikom otvaranja, trajanja, odnosno zatvaranja Olimpijskih igara. Olimpijski su krugovi prvi puta predstavljeni, a olimpijska se zastava prvi put zavijorila na Olimpijskim igrama u Antwerpenu, 1920. Zastava se u Olimpijski stadion unosi dok se svira svečana Olimpijska himna. Službeni je Olimpijski moto latinski izraz: Citius, Altius, Fortius  (brže, više, jače), koji je Coubertin usvojio na prijedlog svog prijatelja, francuskog dominikanca Henria Didona, što je Didon i razložio izlaganjem Moralni utjecaj atletskog sporta na međunarodnom olimpijskom skupu 1897. A Coubertinovi su ideali, vjerojatno, najbolje opisani u Olimpijskom credu:
“Najvažnije na Olimpijskim igrama nije pobijediti, nego sudjelovati, kao što ni u životu nije najvažnija pobjeda nego borba. Velik je čovjek onaj tko ne osvaja nešto bez časne borbe.”
Olimpijski plamen pali se u grčkoj Olimpiji sunčevom svjetlošću uz pomoć konkavnog zrcala. Zatim, tako nastali plamen, na Olimpijskoj baklji nosi tisuće trkača, štafetno, preko svih kontinenata, do grada u kojem će se održavati Olimpijske igre i, na kraju, do istaknutog mjesta na Olimpijskom stadionu na kom će plamen, upaljen u drevnoj Olimpiji, plamtjeti cijelo vrijeme tijekom održavanja Igara.
Prvi je put plamen na otvaranju nekih OI upaljen na Olimpijskim igrama u Amsterdamu, 1928., a način štafetnog prenošenja plamena bakljom inauguriran je u sklopu priprema i otvaranja Olimpijskih igara u Berlinu, 1936. godine.

## Olimpijski sportovi
Samo je pet sportova zastupljeno na Olimpijskim igrama od 1896. To su atletika, biciklizam, gimnastika, mačevanje i plivanje. Tu bi spadalo i veslanje koje je također trebalo biti održano na prvim Igrama, ali nije zbog lošeg vremena. A na Zimskim Olimpijskim igrama stalni su sportovi alpsko skijanje, skijaško trčanje, umjetničko klizanje, hokej na ledu, nordijska kombinacija, skijaški skokovi i brzo klizanje. Treba napomenuti da su umjetničko klizanje i hokej na ledu bili na rasporedu nekih Olimpijskih igara i prije ustanovljenja posebnih, Zimskih igara. 
Proteklih godina MOO je, naročito zbog mlađega gledateljstva, uveo i neke nove sportove kao što su snowboarding tj. daskanje na snijegu te odbojka na pijesku. Međutim, ubrzan rast olimpijskih disciplina i natjecatelja prisiljava, nažalost, i na mjere.
Do 1992. godine, u cilju atraktivnosti, povremeno, a i privremeno, su uvođeni novi, pokazni (demonstracijski) sportovi, obično po jedan, po izboru zemlje organizatora Igara. Cilj je bio potaknuti zanimanje, uglavnom, domaćemu gledateljstvu kojemu su ti sportovi bliski. Pobjednici u ovim pokaznim sportovima nisu stjecali naslov Olimpijskoga pobjednika. Neki od demonstracijskih sportova kao bejzbol na Ljetnim, ili curling na Zimskim igrama, pretendiraju biti uvrštenima u redovni program Olimpijskih igara.
Pravila oglašavanja i dalje su vrlo stroga. Oglasa ne smije biti na samim sportskim borilištima, a službeni sponzori Olimpijskih igara sponzoriraju sve natjecatelje. Od osobnoga oglašavanja sportašima je jedino dozvoljeno na dresovima, tenisicama ili trenirkama nositi logotipe proizvođača, ali su veličine tih natpisa ograničene.

## Doping
Još u ranim godinama XX. stoljeća olimpijski su natjecatelji koristili slične pripravke za poboljšanje svojih sposobnosti, pa time i rezultata. Npr. pobjednik u maratonu na Olimpijskim igrama u St. Louisu, 1904. godine, Thomas Hicks kao stimulanse je od svog trenera primao strihnin i konjak, čak i za vrijeme utrke.
Slične su se situacije ponavljale do kasnih šezdesetih godina XX. stoljeća, kada su sportski savezi zabranili doping, a MOO je to učinio 1967. godine.
Sportaš koji je neslavno ušao u povijest kao prvi pozitivan na doping provjeri bio je moderni petobojac, Šveđanin Hans-Gunnar Liljenwall, na Olimpijskim igrama u Mexico Cityiju, 1968. godine. Preko pedeset sportaša otkriveno je, poput njega, u sljedeće 34 godine, najviše u dizanju utega.
Najpoznatiji slučaj dopinga, uopće u povijesti sporta, je slučaj kanadskoga sprintera Bena Johnsona, na Olimpijskim igrama u Seoulu, 1988. godine, koji je pobijedio u završnici utrke na 100 m, koristeći nedozvoljenu supstancu stanozolol. Pobjeda i zlatno odličje oduzeti su mu, a svjetski rekord iz te utrke (9,79 s) je poništen.
Unatoč provjerama, mnogi sportaši koriste doping i ne budu uhvaćeni “na djelu”. Tek devedesetih godina na vidjelo su izišli dokazi da se mnogo, bolje reći velika većina Istočnonjemačkih sportaša, a pogotovu sportašica, koristilo anaboličkim steroidima, te inim sredstvima medicinske i kemijske prirode, a u tome su ih poticali njihovi stručni stožeri, pa čak i službena državna politika. Neke od sportašica doživjele su fatalne posljedice dugotrajna unosa kemijskih pripravaka, kao što malformacije u trudnoći. Američka atletičarka Florence Griffith Joyner, koja je 1988. postavila nedostižne svjetske rekorde na 100 i 200 m (10,49 s na 100 m na američkim kvalifikacijama za OI i 21,34 sec na 200 m na samim OI U Seoulu) umrla je 21. rujna 1998., s 39 godina u snu, od komplikacija izazvanih astmom.   
Ponukan sličnim i sve brojnijim primjerima i skandalima, kasnih devedesetih MOO je poveo bitku protiv dopinga, zbog čega je osnovana Svjetska anti-doping Agencija (WADA – World Anti-Doping Agency). Na Olimpijskim igrama 2000. i 2002. godine diskvalificirani su pojedini osvajači medalja u dizanju utega i skijaškom trčanju jer su im otkrivena nedopuštena stimulativna sredstva primjenom suvremenih znanstvenih metoda. Na Olimpijskim igrama u Ateni 2004. godine dvadeset i troje sportaša i sportašica diskvalificirano je zbog dopinga.

## Nagrađivanje slavodobitnika
Za sve discipline, svih sportova zastupljenih na Olimpijskim igrama, slavodobitnicima, pojedinačnim i ekipnim, dijele se odličja: za prvo mjesto zlatna medalja (u stvarnosti je to srebro presvučeno zlatom), za drugo mjesto srebrna medalja, a za treće mjesto dodjeljuje se brončana medalja. Ovaj način dodjele odličja uveden je na Olimpijskim igrama u Londonu, 1908. Na prvim modernim Igrama, 1896. godine u Ateni, medalje je primalo samo dvoje prvoplasiranih, a na Igrama 1900. i 1904. godine odličnicima su se dodjeljivale raznorazne nagrade i pokali.

## Predsjednici MOO-a
Predsjednici Međunarodnog olimpijskog odbora biraju se na period od više godina, bez posebnih ograničenja. Stoga je u dosadašnjoj povijesti bilo samo 8 predsjednika. Njihova imena i periode predsjedanja pogledajte u članku predsjednici MOO.

## Palitelji Olimpijskog plamena
Posebna se čast ukazuje osobi koja prilikom otvaranja Igara donesenu baklju preuzima posljednja, te plamenom iz baklje upali vatru na samomu stadionu, simbolizirajući tako početak Igara. Iako je plamen upaljen već ranije i donesen bakljom, ta se osoba naziva palitelj Olimpijskog plamena. Popis svih dosadašnjih palitelja Olimpijskog plamena na zimskim i ljetnim Igrama dostupan je u članku Olimpijski plamen.

## Medalje
Zanimljivo je da zlatne medalje nisu u potpunosti zlatne. Samo na Igrama 1904., 1908. i 1912. godine medalje su proizvedene u potpunosti od čistog zlata. Naime, MOO je uveo normu prema kojoj u zlatnu medalju na Olimpijskim igrama ide šest grama čistog zlata, dok su preostala 523 grama koji se koriste za izradu zlatne medalje od srebra s minimalnom čistoćom od 92.5 %.

## Starogrčke igre
Uz starogrčke Olimpijske igre, bile su još tri Panhelenske igre: Istmijske igre, Pitijske igre (Delfijske), Nemejske igre. Žene su se natjecale na Herejskim igrama.